# Karlen Mykyrtczian
Karlen Mykyrtczian, orm. Կառլեն Մկրտչյան (ur. 25 listopada 1988 w Erywaniu, Armeńska SRR) – ormiański piłkarz, grający na pozycji pomocnika, reprezentant Armenii.

## Kariera piłkarska

### Kariera klubowa
Wychowanek Piuniku Erywań. W 2004 rozpoczął karierę piłkarską w drugiej drużynie Pjuniku, a w 2007 debiutował w pierwszej drużynie. 10 stycznia 2011 w mediach pojawiła się informacja, że piłkarz wyjechał na testy do rosyjskiego Kubania Krasnodar. W jednym z kontrolnych meczów doznał kontuzji i był operowany. 31 marca 2011 podpisał 3-letni kontrakt z ukraińskim Metałurhiem Donieck. 29 sierpnia 2013 przeszedł do rosyjskiego Anży Machaczkała. 27 sierpnia 2014 powrócił do Metałurha Donieck. Nie rozegrał żadnego meczu i 31 października 2014 powrócił do Pjunika Erywań. Na początku stycznia wyjechał do Kazachstanu, gdzie został piłkarzem Tobyłu Kostanaj. 22 kwietnia 2015 opuścił kazachski klub i wrócił do Anży. W latach 2017–2020 grał w Piuniku.

### Kariera reprezentacyjna
Od 2008 jest zawodnikiem pierwszej reprezentacji Armenii. W latach 2007–2010 bronił barw młodzieżowej reprezentacji Armenii.

## Sukcesy i odznaczenia

### Sukcesy klubowe
- mistrz Armenii: 2007, 2008, 2009, 2010
- zdobywca Pucharu Armenii: 2009, 2010
- finalista Pucharu Armenii: 2006
- zdobywca Superpucharu Armenii: 2007, 2009
- finalista Superpucharu Armenii: 2006, 2009

### Sukcesy indywidualne
- najlepszy piłkarz Armenii: 2010